# Danh sách thực thể được cho là người ngoài hành tinh
Đây là danh sách thực thể được cho là người ngoài hành tinh từng được báo cáo trong mấy vụ tiếp xúc cự ly gần, qua lời kể lại hoặc suy đoán là có liên quan đến "Vật thể bay không xác định" (UFO) (đừng nhầm lẫn với ý nghĩa của thuật ngữ 'chủng loài ngoài hành tinh' trong khoa học sinh học của sinh thái học).

## Danh sách
| Quái vật Flatwoods | Sinh vật hình người cao với cái đầu hình thuổng. |
| Người ngoài hành tinh Xám - Còn phát âm là "Grays" (trong Tiếng Anh Mỹ). - Sự kiện Roswell | Sinh vật hình người da màu xám, thường cao 1 mét (3–4 feet), không có lông, đầu to, mắt hình quả hạnh màu đen, lỗ mũi không có mũi, có khe để mở miệng, không có tai và có 3–4 ngón tay bao gồm cả ngón cái. Chủng Xám là sinh vật ngoài Trái Đất chiếm ưu thế trong số những người được cho là có liên hệ với người ngoài hành tinh kể từ thập niên 1960. |
| Yêu tinh Hopkinsville | Sinh vật hình người nhỏ, màu xanh lục bạc. |
| Người da xanh nhỏ bé | Sinh vật hình người nhỏ bé màu xanh lá cây. Mặc dù một vài vụ bắt cóc đề cập đến làn da xanh, nhưng không có báo cáo nào liên quan đến bất kỳ điều gì phù hợp với khuôn mẫu văn hóa cổ điển về "người da xanh nhỏ bé". Chúng được đưa vào đây chỉ để tham khảo về văn hóa. |
| Người ngoài hành tinh Bắc Âu - Đôi khi gọi là Anh em Không gian - Plejaren (trước đây gọi là Người Pleiades từ chòm sao Pleiades) - Người Sao Kim - Chủng Trắng Cao - Người Agartha từ Agartha | Sinh vật hình người với "đặc điểm Bắc Âu" khuôn mẫu (cao, tóc vàng, mắt xanh) và đã xuất hiện trong một số trường hợp tiếp xúc. Người ta cho rằng họ đến từ Trái Đất thời Cổ đại nhưng tự thể hiện mình là người ngoài hành tinh trong quá khứ, họ chuyển từ sống trên bề mặt đất sang sống dưới lòng đất quanh khu vực dãy Himalaya sau một sự kiện tự nhiên. |
| Động vật bí ẩn và thực vật bí ẩn, bao gồm cả những thứ từ văn hóa dân gian, tôn giáo (ví dụ: golem), thần thoại (ví dụ: người lùn (xem thêm chứng thấp lùn); người khổng lồ từ Atlantis (xem thêm chứng cao to), v.v...), và thậm chí một số báo cáo về ma, yêu tinh phá phách, và nhà du hành thời gian (bị cáo buộc) - Người bướm (xem thêm văn hóa dân gian Mỹ) - Quái vật Jersey - Quái vật hồ Loch Ness ("Nessie") (khủng long) - Nommo châu Phi - Mokele-mbembe - Yêu quái (nhiều loại) - Quinametzin - Rephaite | Một số người cho rằng nhiều sinh vật này nghi là có thật từ kho lưu trữ Fortean (xem thêm: Fortean Times và William R. Corliss) và các báo cáo liên quan về hiện tượng dị thường thực ra có nguồn gốc ngoài hành tinh hoặc hỗn hợp, chẳng hạn như trong giả thuyết ngoài Trái Đất, giả thuyết liên chiều, hoặc giả thuyết Cryptoterrestrial. Đôi khi những sinh vật này được liên kết với thuyết thần bí hoặc thuyết bí truyền, hoặc liên kết với các hiện tượng siêu nhiên hoặc siêu linh. Những người khác bác bỏ những lời giải thích này để ủng hộ chủ nghĩa hoài nghi, theo dõi văn hóa hoặc giả thuyết tâm lý xã hội, chẳng hạn như trong các trường hợp mắc chứng cuồng loạn tập thể. Một số cuộc gặp gỡ đáng ngờ này hóa ra là trò lừa bịp hoặc lừa đảo nhằm thúc đẩy du lịch địa phương, bán được nhiều báo hơn hoặc nhiều sách khoa học ngoại biên hơn. |
| Reptilian và Reptiloid (đôi khi được đánh vần là reptillians) - Nhà du hành vũ trụ cổ (xem nhà du hành vũ trụ cổ, người ngoài hành tinh cổ đại, nhà du hành vũ trụ cổ trong văn hóa đại chúng, Ancient Aliens) - Draconia - Bò sát giống người Orion theo mẫu hệ (xem Thuyết âm mưu Reptilian) - Danh sách bò sát giống người - Người Thằn Lằn đầm lầy Scape Ore - chân dung hư cấu: They Live, V, Stargate, Star Trek, Worldwar, Gamehendge , v.v...                                                                  | Sinh vật hình người cao lớn, có vảy. Loài bò sát giống người có niên đại ít nhất là từ thời Ai Cập cổ đại qua vị thần sông Sobek có đầu cá sấu. Thuyết âm mưu bò sát được David Icke ủng hộ. |
| Rod hay Cá trời | Hiện vật trực quan kéo dài xuất hiện trong các bức ảnh và bản ghi video, đôi khi được cho là sinh vật ngoài Trái Đất. Thường được cho là do chuyển động mờ do côn trùng bay gây ra. |